# Zapfendorf
Zapfendorf – gmina targowa w Niemczech, w kraju związkowym Bawaria, w rejencji Górna Frankonia, w regionie Oberfranken-West, w powiecie Bamberg. Leży około 15 km na północ od Bamberga, nad Menem, przy drodze B173 i linii kolejowej Norymberga – Lipsk.
W 1977 Zapfendorf został wyróżniony w plebiscycie Unser Dorf hat Zukunft (pol. Nasza wieś ma przyszłość).

## Dzielnice
W skład gminy wchodzą następujące dzielnice:
- Unterleiterbach
- Oberleiterbach
- Reuthlos
- Kirchschletten
- Oberoberndorf
- Roth
- Sassendorf
- Lauf
- Weihersmühle

## Zabytki i atrakcje
- Kaplica św. Walentego (t. Valentin)
- zamek Unterleiterbach
- Kościół pw. św. Wawrzyńca (St. Laurentius)
- Klasztor Maria Frieden w dzielnicy Kirchschletten
- domy z muru pruskiego
- baseny Aquarena